# Picados Springlanzenotter
Picados Springlanzenotter (Atropoides picadoi) ist eine Grubenotter aus der Gattung der Springlanzenottern (Atropoides). Atropoides ist nach neueren Erkenntnissen monotypisch, Atropoides picadoi demnach die einzige Art der Gattung. Alle anderen zuletzt unter Atropoides geführten Arten wurden in die Gattung Metlapilcoatlus überführt.

## Merkmale
Atropoides picadoi ist eine große Viper mit kräftigem Körperbau und erreicht eine Gesamtlänge bis 125 Zentimeter, bleibt zumeist jedoch kleiner. Der Körper läuft zum Rücken hin spitz zusammen, ein markanter Rückenkamm fehlt jedoch. Der Kopf ist breit, bei Aufsicht dreieckig sowie deutlich vom Hals abgesetzt. Zwischen Augen und Nasenloch befindet sich ein, für Grubenottern typisches, Grubenorgan zur Wahrnehmung von Wärmestrahlung. Die Augen besitzen eine bei Lichteinfall vertikal verengte Pupille. Der Giftapparat besteht aus modifizierten Speicheldrüsen (Giftdrüsen), die über einen Giftkanal mit hohlen, einklappbaren Fangzähnen im vorderen Oberkiefer verbunden sind (solenoglyphe Zahnstellung). Der Schwanz ist kurz und nicht als Greiforgan ausgebildet.

### Körperfärbung
Atropoides picadoi zeigt eine orange, rotbraune oder braune Grundfärbung, die besonders bei älteren Exemplaren sehr dunkel sein kann. Dorsal sind entlang des Rückens klar abgegrenzte, große und diamantförmige dunkle Flecken zu erkennen, die voneinander getrennt sind, aber abschnittsweise in einem Zickzackband zusammenlaufen können. Die Körperseiten weisen jeweils eine Reihe weiterer dunkler Flecken auf, die parallel zu den Rückenflecken liegen. Die Körperflecken können hell gerandet sein. Der Kopf ist oberseits dunkel, unterseits heller. Zwischen Auge und Mundwinkel zieht sich ein dunkles, an beiden Seiten hell gerandetes Schläfenband. Unterhalb des Auges ist zumeist ein dunkler Fleck auf den hellen Oberlippenschilden erkenntlich. Jungtiere fallen durch eine gelbe Schwanzspitze auf, was man auch von anderen Grubenottern kennt. Die Körperfärbung der Jungtiere kann außerdem Orangeanteile aufweisen. Juvenile Weibchen besitzen kopfoberseits zwei dunkle Flecken, die mit dem Heranwachsen verschwinden und bei Männchen gänzlich fehlen.

### Pholidose
Die Pholidose beschreibt die Beschuppung von Reptilien. Diesbezüglich zeigen sich bei Atropoides picadoi kopfoberseits zahlreiche kleine, asymmetrische und gekielte Schuppen. Es sind 23 bis 29 Reihen gekielter Rückenschuppen um die Körpermitte, 138 bis 155 Ventralia (Bauchschilder) und 30 bis 40 ungeteilte Subcaudalia (Unterschwanzschilder) vorhanden. Das Scutum anale ist ungeteilt.

## Schlangengift
Zur Giftwirkung beim Menschen liegen kaum klinische Berichte vor. Nach einem Giftbiss ist mit lokalen Schmerzen und Schwellung an der Bissstelle zu rechnen. Weiterhin sollte auf Anzeichen einer Koagulopathie geachtet werden. Hämorrhagische, d. h. Blutungen bewirkende, Effekte können nicht ausgeschlossen werden. Im Vergleich mit Metlapilcoatlus mexicanus (Syn. Atropoides mexicanus) im Tierversuch (Maus) erweist sich das Giftsekret von Atropoides picadoi als stärker wirksam, insbesondere mit Blick auf hämorrhagische Effekte.

## Lebensweise
Atropoides picadoi führt eine weitgehend bodenbewohnende Lebensweise. Sie kann in Lauerstellung bei der Ansitzjagd beobachtet werden. Dabei liegt sie mit aufgewickelten Körperschlingen in der Laubschicht, häufig am Fuße der Wurzeln größerer Bäume. Zum Beutespektrum zählen Kleinsäuger, Reptilien und Amphibien. Jungtiere erbeuten Froschlurche, kleine Eidechsen und vermutlich auch Insekten. Die Beute wird durch einen schnellen Giftbiss gepackt und festgehalten, bis sie durch die einsetzende Giftwirkung immobilisiert wird. Bei Bedrohung flacht sie den Körper ab, gegebenenfalls stößt sie mit dem Körper zwecks Verteidigungsbiss in Richtung der Gefahrenquelle, jedoch kann sie nicht springen. Zur Abschreckung wird das Maul aufgesperrt und dessen helle Innenflächen präsentiert. Die Fortpflanzung erfolgt durch Ovoviviparie, Atropoides picadoi bringt also lebende Jungschlangen zur Welt. Ein Wurf umfasst bis zu 45 Jungtiere, meist jedoch weniger. Die Geburt erfolgt in der Regenzeit zwischen April und November.

## Vorkommen
Atropoides picadoi tritt mit voneinander isolierten Vorkommen in Costa Rica und Panama auf. In Costa Rica ist die Art an den Hängen der Cordillera de Tilarán und Cordillera Central zu finden, während sie in Panama in der Cordillera de Talamanca vorkommt. Letztere, also Populationen aus der südlichen Cordillera de Talamanca und Panama, könnten fälschlicherweise Atropoides picadoi zugeordnet worden sein. Hier ist zu klären, ob diese Metlapilcoatlus mexicanus zuzurechnen sind. Als Typuslokalität wird La Palma, Costa Rica, angegeben. Anzutreffen ist sie in Höhenlagen zwischen 300 und 1935 Metern. Berichte aus niedrigeren Höhenlagen sind wahrscheinlich falsch.
Die besiedelten Habitate sind feuchte Wälder der niedrigeren montanen Höhenstufe und der Vorgebirge. Es werden sowohl Primärwälder als auch sekundäre (nachwachsende) Wälder akzeptiert. Atropoides picadoi wird darüber hinaus im Weideland angetroffen.
Diese Art ist in ihrem Verbreitungsgebiet relativ häufig. Der Gesamtbestand wird als nicht gefährdet eingestuft, die Populationen sind stabil.

## Systematik
Die wissenschaftliche Erstbeschreibung von Atropoides picadoi erfolgte im Jahr 1939 durch den amerikanischen Herpetologen Emmett Reid Dunn unter der Bezeichnung Trimeresurus nummifer picadoi. Es sind keine Unterarten bekannt.

### Synonyme
Bekannte Synonyme sind unter anderem:
- Trimeresurus nummifer picadoi Dunn 1939
- Bothrops picadoi – Smith & Taylor 1945
- Atropoides picadoi – Werman 1992
- Porthidium picadoi – Welch 1994
- Atropoides picadoi – McDiarmid, Campbell & Touré 1999
- Atropoides picadoi —Jadin et al. 2009
- Atropoides picadoi – Wallach et al. 2014

### GattungAtropoides
Innerhalb der Gattung Atropoides wurden weitere Arten geführt. Campbell et al. (2019) überführten diese, mit Ausnahme von Atropoides picadoi, in die Gattung Metlapilcoatlus, wodurch Atropoides monotypisch wird (nur eine Art enthaltend). Die ehemaligen Atropoides-Arten sind:
- Atropoides indomitus Smith & Ferrari-Castro 2008 – in andere Gattung überführt: Metlapilcoatlus indomitus Campbell et al. 2019
- Atropoides mexicanus (Duméril, Bibron & Duméril 1854) – in andere Gattung überführt: Metlapilcoatlus mexicanus Campbell et al. 2019
- Atropoides nummifer (Rüppell, 1845) – in andere Gattung überführt: Metlapilcoatlus nummifer Campbell et al. 2019
- Atropoides occiduus (Hoge 1966) – in andere Gattung überführt: Metlapilcoatlus occiduus Campbell et al. 2019
- Atropoides olmec Pérez-Higareda, Smith & Juliá-Zertuche 1985 – in andere Gattung überführt: Metlapilcoatlus olmec Campbell et al. 2019